# 深圳前海合作区人民法院

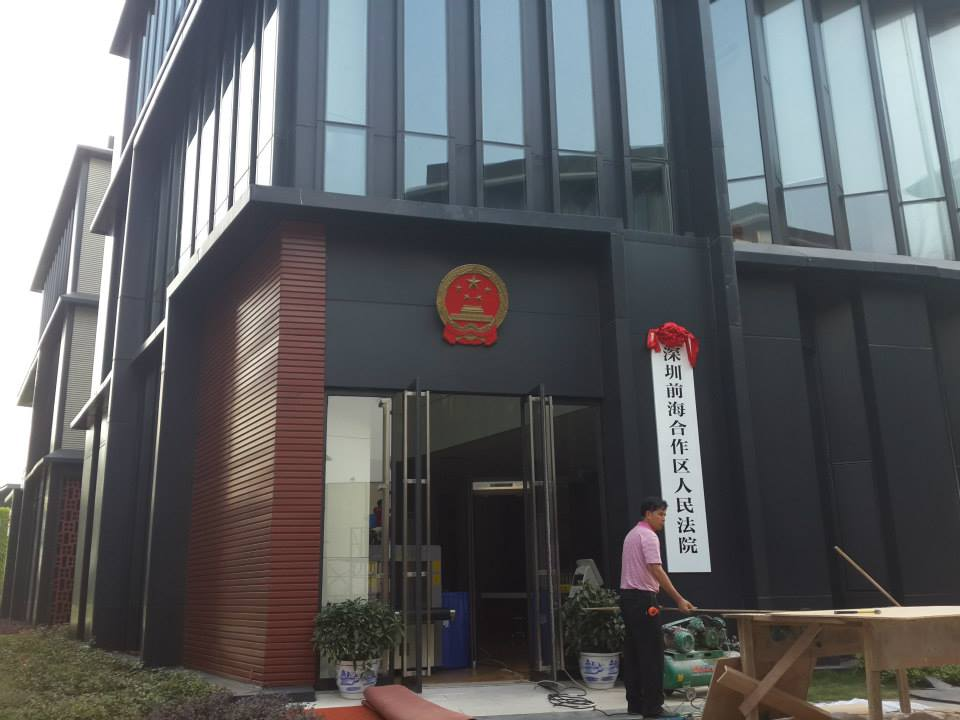
前海企業公館內的深圳前海合作區人民法院

深圳前海合作区人民法院是中华人民共和国广东省深圳市的基层人民法院，位于广东省深圳市前海深港现代服务业合作区。

## 沿革
前海深港现代服务业合作区是中华人民共和国批复的第一个社会主义法治示范区。深圳前海合作区人民法院是中华人民共和国的一个示范性法院。
根据《最高人民法院关于同意设立深圳前海合作区人民法院的批复》（法［2014］303号），深圳前海合作区人民法院在2014年经最高人民法院批复同意设立。2014年12月29日，深圳市第五届人大常委会第三十五次会议审议和表决深圳市中级人民法院代院长万国营提请的任免议案，深圳前海合作区人民法院副院长、审判委员会委员、审判员闻长智和彭亮等15名主审法官的任命获通过。
2014年12月，前海深港现代服务业合作区内的前海法治大厦动工。该大厦建成后，将作为深圳前海合作区人民法院、深圳国际仲裁院的办公地点。大廈建成前，法院暫時在前海企業公館內辦公。

## 历任院长
- 闻长智（2015年5月—2021年10月）
- 卞飞（2021年10月—）